# Orquidário Arabotanica
Orquidário Arabotanica (anteriormente Orquidário Aranda) é um local de exposição e venda de orquídeas, localizada no bairro Quebra Frascos, em Teresópolis, interior do Rio de Janeiro. Com uma grande variedade de orquídeas, sejam elas puras ou híbridas, o orquidário é um destino muito procurado por turistas que visitam a cidade de Teresópolis e região. O projeto começou inicialmente em 1985, com uma coleção particular de flores, que se transformou em um negócio anos depois. Em 2014, o Orquidário Aranda transformou-se em Orquidário Arabotanica, de propriedade exclusiva do antigo sócio e diretor técnico, Roberto Agnes.
Está localizado em meio a uma densa vegetação - que inclui pinheiros, araucárias e cedros – com 8 mil metros quadrados. No pavilhão de exposições é possível encontrar cerca de 50 mil flores, dentre as quais pertencem a 400 novas espécies criadas no local. Além da exposição, no local destaca-se também uma caminhada ecológica de 350 metros pela Mata Atlântica, que é conhecida como "Passeio das Flores".